# Cessar-fogo entre Israel e Hamas em 2025
Uma proposta de cessar-fogo entre Israel e Hamas e troca de prisioneiros para encerrar a guerra entre Israel e o Hamas foi acordada em 15 de janeiro de 2025. Ela foi redigida, inicialmente, por mediadores dos Egito, Qatar e Estados Unidos, e apresentada pelo Presidente dos Estados Unidos, Joe Biden, em 31 de maio de 2024. Foi proposta uma iniciativa em três etapas: começando com um cessar-fogo de seis semanas e a libertação de todos os israelenses mantidos em Gaza em troca de alguns dos palestinos mantidos por Israel; então um cessar-fogo permanente, a retirada completa das tropas de Israel de Gaza e, por fim, um processo de reconstrução com duração de três a cinco anos.
Segundo a proposta, o Hamas libertaria, na primeira etapa, 33 reféns israelenses que atendessem a certos critérios humanitários. Os critérios humanitários preveem a libertação de todas as mulheres e crianças restantes, além de feridos e reféns idosos. Em troca, Israel libertaria de 30 a 50 palestinos (começando com crianças e mulheres) para cada israelense libertado. Se não houvesse suficientes reféns que atendessem a esses critérios, o grupo entregaria os falecidos. Durante a primeira fase, Israel teria de autorizar a entrada de quantidades “suficientes” de ajuda humanitária, permitir que os palestinos deslocados regressassem às suas casas e começar a fazer sua retirada progressiva de Gaza. Durante o cessar-fogo temporário, as negociações começariam entre ambas as partes com o objetivo de alcançar a interrupção permanente das hostilidades. Na segunda fase, Israel aceitaria o cessar-fogo permanente e o Hamas libertaria os reféns restantes, homens vivos, tanto civis como soldados, em troca de outros prisioneiros palestinos. Na terceira etapa, os restos mortais dos reféns israelenses falecidos seriam restituídos.
Segundo a primeira proposta, de 5 de Maio, Israel se comprometeria a retirar o bloqueio à Faixa de Gaza, mas este compromisso não está presente na versão de 31 de Maio. Em 10 de junho, o Conselho de Segurança das Nações Unidas apoiou a proposta, nomeando-a Resolução 2735. No final do mesmo mês, o primeiro-ministro israelita, Benjamin Netanyahu, declarou que Israel estava aberto a um cessar-fogo parcial, que não incluísse o fim da guerra em Gaza. Por um lado, a administração Netanyahu foi acusada de sabotar as negociações de cessar-fogo. Por outro, os altos funcionários norte-americanos John Kirby e Antony Blinken acusam o Hamas de dificultar o progresso e de provocar o fracasso na obtenção de um consenso.
O acordo foi alcançado por meio de negociações mediadas pelos Estados Unidos, Egito e Catar. A CNN informou que tanto a administração Biden como a administração transitória de Trump desempenharam papéis iguais, com o papel da primeira tendo sido facilitado pelo negociador do Oriente Médio, Brett McGuirk. Ainda segundo a CNN, ambas administrações estavam dispostas a trabalhar em conjunto, devido ao desejo mútuo de uma solução antes da posse da segunda. Antes da conclusão do acordo, o presidente eleito dos Estados Unidos, Donald Trump, alertou repetidamente que o Hamas iria "pagar caro" caso não houvesse a libertação dos reféns, incluindo sete cidadãos americanos, antes da sua tomada de posse em 20 de Janeiro de 2025. Um diplomata disse ao The Washington Post que Trump também pressionou o lado israelita a aceitar o acordo. Fontes israelitas também afirmam que a administração transitória de Trump reacendeu as negociações para um cessar-fogo. Após a finalização do acordo, Trump declarou que Gaza nunca mais serviria como um “refúgio para terroristas”. Em 17 de janeiro de 2025, o acordo foi aprovado pelo gabinete de segurança israelense e, posteriormente, pelo gabinete israelita completo, tendo sido também assinado pelos seus negociadores.
Em 18 de março, Israel lançou ataques aéreos surpresa em Gaza enquanto o Ministro da Defesa israelense, Israel Katz, declarou que Israel "voltou a lutar em Gaza".

## Antecedentes

### Cessar-fogo inicial e mediação
Após o ataque liderado pelo Hamas a Israel em outubro de 2023 e a consequente declaração de guerra de Israel ao Hamas, o Egito e a Jordânia começaram a coordenar uma resposta para evitar a escalada do conflito. Tentativas de chegar a um cessar-fogo foram levantadas no Conselho de Segurança das Nações Unidas ainda naquele mês.
Israel solicitou a demissão do secretário-geral das Nações Unidas, António Guterres, após uma declaração onde se referia a retaliação de Israel como uma punição coletiva injustificada. O primeiro-ministro israelita, Benjamin Netanyahu, rejeitou a resolução de cessar-fogo, equiparando a interrupção dos combates à rendição ao Hamas e ao terrorismo. O secretário de Estado dos Estados Unidos, Antony Blinken, apresentou propostas de “pausas humanitárias” aos países da região, mas afirmou que um cessar-fogo permitiria que o Hamas iniciasse um segundo ataque a Israel. Um consenso foi quase alcançado, mas abandonado após a invasão de Gaza por Israel.
Numa conferência de imprensa em novembro daquele ano, Netanyahu declarou que um cessar-fogo exigiria o regresso dos reféns israelitas feitos durante o ataque. A Arábia Saudita, a Jordânia e o Egito intensificaram os esforços para alcançar um cessar-fogo; na Cúpula Extraordinária Conjunta Árabe-Islâmica, organizada dia 11 de novembro para tratar do assunto, o Irã e a Arábia Saudita também apelaram pelo mesmo propósito. O The Washington Post noticiou em 18 de Novembro que os EUA estavam perto de um acordo para libertar reféns e pôr fim aos combates, elaborado durante as discussões em Doha, no Qatar. Em 22 daquele mês, Israel e o Hamas trocaram reféns e mantiveram um cessar-fogo de quatro dias. Passado o prazo, ainda prolongaram o cessar-fogo por mais dois dias e libertaram mais reféns e detidos. Por fim, Israel retomou a sua ofensiva, tendo afirmado repetidas vezes que o faria, mesmo que a pausa se prologasse.
De acordo com o coordenador de comunicações estratégicas do Conselho de Segurança Nacional dos Estados Unidos, John Kirby, o governo dos Estados Unidos começou a pressionar ambos Israel e Hamas a negociar. Em dezembro, o Egito apresentou um plano de cessar-fogo obtido pela Associated Press, que libertaria gradualmente os reféns e formaria um governo palestino para administrar Gaza e a Cisjordânia ocupada, cedendo o controle ao Hamas. Vários dias depois, a National Public Radio relatou uma proposta revista, que removeria as referências à governância autônoma de Gaza e da Cisjordânia ocupada. Os esforços do Conselho de Segurança das Nações Unidas não conseguiram oferecer um cessar-fogo devido às preocupações relacionadas com a monitorização da ajuda humanitária pelas Nações Unidas. Em janeiro, vários comandantes israelitas expressaram a sua convicção de que a libertação de reféns só poderia ser conquistada através da diplomacia. De acordo com o The New York Times, o general Gadi Eisenkot declarou publicamente que Israel deveria "resgatar civis, antes de matar um inimigo".

### Novas negociações de cessar-fogo
Ao longo de janeiro de 2024, mediadores egípcios e qatarianos sugeriram diversas propostas, que durariam de semanas a meses. Autoridades do Hamas declararam que os reféns restantes, estimados em mais de cem, seriam libertados se um cessar-fogo favorável e abrangente fosse oferecido, porém Netanyahu rejeitou qualquer cessar-fogo se o Hamas tivesse permissão para governar Gaza. As autoridades israelitas sugeriram um cessar-fogo permanente se os líderes do Hamas fossem para o exílio, um acordo ao qual o Hamas se opôs.
Em 25 de janeiro, os Estados Unidos anunciaram que o diretor de sua Agência Central de Inteligência (CIA), William Joseph Burns, se reuniria com autoridades israelenses, egípcias e qatarianas. Segundo os EUA, Israel propôs um cessar-fogo de sessenta dias. Nas discussões, os responsáveis discutiram a troca de reféns, o reforço da Autoridade Palestina e a melhoria das relações entre Israel e a Arábia Saudita em troca do apoio a um Estado Palestino.
Após a reunião em Paris, o principal líder político do Hamas, Ismail Haniya, declarou que a organização estava considerando um acordo, mas continuava comprometida com a retirada das forças israelitas de Gaza, uma exigência rejeitada por Netanyahu. A Al-Aqsa informou que o Hamas continuou a discutir a proposta até 4 de fevereiro, quando Antony Blinken chegou à Arábia Saudita para adiantar o alicerce para um cessar-fogo. Em 7 de Março, as negociações de cessar-fogo não pareciam progredir. Segundo o Axios, um site de notícias estadunidense, o Hamas priorizou o regresso dos palestinos ao norte de Gaza nas discussões. Antes do Ramadã, os mediadores dos EUA, Egito e Qatar aumentaram os esforços para chegar a um cessar-fogo, porém Netanyahu rejeitou a contraproposta do Hamas como "ridícula", se declarando ainda "aberto à negociação".
Em 18 de março, Israel e o Hamas começaram a negociar pela primeira vez desde dezembro. O Hamas aliviou as suas exigências, retirando a exigência de manter um cessar-fogo permanente. Um aviso das Nações Unidas sobre uma fome iminente impulsionou as discussões para chegar a qualquer cessar-fogo. Os Estados Unidos abstiveram-se de votar a Resolução 2728 do Conselho de Segurança das Nações Unidas (que exigia o cessar-fogo durante o Ramadã e a libertação incondicional dos reféns) porém permitiu a aprovação da votação, criando um conflito com Netanyahu. Em 26 de março, as negociações estavam paralisadas. Israel acusou o Hamas de paralisar as discussões, encorajado pela abstenção dos EUA na Resolução 2728. O diretor da CIA, o primeiro-ministro do Qatar e autoridades egípcias reuniram-se em Doha para discutir uma proposta que incluía um aumento do número de prisioneiros palestinos libertados.

### Ataque ao comboio de ajuda humanitária e mudança da política dos EUA
Em 1º de Abril, um ataques israelense a um comboio de ajuda humanitária da World Central Kitchen matou sete trabalhadores, entre eles um palestino, um australiano, um polonês, três britânicos e um canadense-estadunidense. Biden condenou o ataque, afirmando que Israel "não fez o suficiente para proteger os civis". Num telefonema três dias após os ataques, ele ainda orientou Netanyahu a procurar um “cessar-fogo imediato”, alertando que os EUA poderiam mudar a sua política sobre a guerra se Israel não cumprisse as suas exigências.
Depois disso, Biden urgiu o Egito e o Qatar a pressionarem o Hamas para alcançar um cessar-fogo temporário e a libertação dos reféns. Em 7 de abril, Israel retirou a 98ª Divisão de Paraquedistas de Khan Yunis, reduzindo significativamente a presença israelense no sul de Gaza. Ainda assim, segundo o ministro da defesa israelita, Yoav Gallant, a retirada tinha como único objectivo redistribuir recursos para uma invasão planejada de Rafah.

## Processo de negociação

### Abril: Discussões iniciais
No início de abril, as negociações pareciam estar paralisadas em pelo menos dois entraves: O Hamas insistiu que só libertaria os reféns em troca de um cessar-fogo permanente, mas Israel só concordaria com um temporário. Os palestinos também exigiam que os habitantes de Gaza fossem autorizados a regressar às suas casas, o que Israel rejeitou.
Em 8 de abril de 2024, o diretor da CIA, William Joseph Burns, apresentou ao diretor do Serviço Secreto Israelense, ao primeiro-ministro do Catar e ao diretor do Serviço Geral de Inteligência do Egito uma proposta para libertar quarenta reféns em troca de um cessar-fogo de seis semanas. O Hamas rejeitou a proposta de trégua temporária e exigiu mais uma vez um cessar-fogo permanente.
Em 15 de abril, um alto congressista norte-americano, Steny Hoyer, ameaçou que os EUA iriam “reavaliar a sua relação com o Qatar” se este não pressionasse o Hamas a libertar os reféns. O Qatar respondeu dizendo que iria reavaliar o seu papel como mediador.
Em 18 de abril, o director da CIA culpou o Hamas pela falta de acordo, salientando que os civis de Gaza receberiam alguma ajuda humanitária sob a atual proposta. Em 26 de abril, o Hamas repetiu que estava “sério” quanto a um acordo, mas apenas se incluísse um cessar-fogo permanente.
Em 27 de abril, o Hamas recebeu uma proposta de cessar-fogo israelita. Segundo a Axios, o acordo incluía “a vontade de discutir” uma “calma sustentável” em Gaza após a libertação inicial de reféns. No entanto, em 30 de abril, Netanyahu declarou que "a ideia de que iremos parar a guerra antes de atingir todos os seus objectivos está fora de questão". O primeiro-minitro ainda prometeu invadir Rafah "com ou sem acordo". Dois dias depois, Israel pareceu disposto a aceitar uma libertação inicial de trinta e três reféns, enquanto o presidente dos EUA, Joe Biden, reiterou os apelos ao Egito e ao Qatar para que o Hamas aceitasse à proposta de Israel.
O secretário de Estado dos EUA, Antony Blinken, compareceu a Riade, capital da Arábia Saudita, para angariar apoio para um cessar-fogo dos membros do Conselho de Cooperação do Golfo. O primeiro-ministro israelita prometeu, novamente, invadir Rafah independentemente de um cessar-fogo. Ainda assim, Blinken disse que a oferta de Israel era "extraordinariamente generosa" e culpou o Hamas por não a aceitar. O Hamas respondeu que "até a equipe de negociação israelita admitiu que Netanyahu era quem estava impedindo que se chegasse a um acordo".
Em 1 de maio, o Hamas rejeitou a proposta israelita, mas prometeu fazer uma contraproposta, afirmando também que a invasão israelita em Rafah poderia pôr em risco as negociações. No dia 2 de maio, o principal líder político do Hamas, Ismail Haniya, afirmou no Telegram que a organização via a proposta com “espírito positivo” e planejava enviar um representante ao Egito. De acordo com uma mensagem de texto obtida pelo The New York Times, o antigo líder militar do Hamas, Husam Badran, escreveu dois dias depois que os representantes da organização abordaram a proposta de Israel com “grande positividade”. As discussões foram interrompidas em 5 de maio, devido a uma alegada “crise” sobre a duração do cessar-fogo. O Hamas continuou solicitando um cessar-fogo permanente, enquanto Netanyahu aceitaria apenas um cessar-fogo temporário.

### Início de maio: proposta egípcio-qatariana
Em 2 de maio, o Hamas descreveu três pontos da proposta de Israel com os quais discordava. Nos dias 4 e 5 de maio, foram realizadas negociações no Cairo, das quais participaram egípcios, qatarianos, membros do Hamas e uma delegação norte-americana liderada pelo diretor da CIA, William Burns. Embora o Hamas também tenha enviado uma delegação, os americanos não falaram directamente com ela, mas comunicaram as suas propostas através de intermediários. Benjamin Netanyahu decidiu não enviar uma delegação israelita.
Levando em conta o impasse quanto ao cessar-fogo, os egípcios e qatarianos pretendiam contornar este impasse separando-o em três fases, com as negociações para uma “calma sustentável” planejadas apenas para a segunda. Essa expressão foi criada pelos americanos para que Israel não tivesse de se comprometer com um cessar-fogo permanente desde o início. O responsável dos Estados Unidos esperava que o primeiro cessar-fogo levasse a algo “mais duradouro”.
Em 4 de maio, Qatar e Egito apresentaram a proposta em três etapas, que foi aceita pelo Hamas no dia seguinte. Netanyahu declarou que a proposta estava “longe” das exigências israelitas, mas prometeu continuar as negociações. Equipes israelenses e palestinas foram ao Cairo para mais discussões. A equipe palestina incluía o Hamas, a Jihad Islâmica Palestina e a Frente Popular. O Hamas afirmou estar comprometido com o acordo já aceito de 5 de maio, por isso não consideraria alterações. No dia 9 de maio, as equipes de negociação palestinas e israelitas, juntamente com o director da CIA, deixaram o Cairo sem chegar a um acordo.

### Final de maio a junho: "proposta israelense" e resolução do Conselho de Segurança das Nações Unidas
Em 31 de maio de 2024, Biden anunciou uma proposta que disse ter sido redigida pelo gabinete de guerra de Israel na Sala de Jantar de Estado da Casa Branca, endossando o plano. Fontes dizem que Biden afirmou incorretamente que se tratava de uma proposta israelita. Segundo a Al Jazeera, a proposta de Israel era quase idêntica ao acordo Egípcio-Qatariano.
Os Estados Unidos, o Egipto e o Qatar emitiram uma declaração conjunta em 1º de junho, pressionando Israel e o Hamas a finalizarem o acordo. De acordo com o The Wall Street, as intenções do líder do Hamas, Yahya Sinwar, de garantir a longevidade da organização entram em conflito com as intenções de Israel de derrotar o Hamas, portando o acordo não se daria. O porta-voz do Conselho de Segurança Nacional dos Estados Unidos, John Kirby, declarou que Israel concordaria com a proposta se o Hamas aceitasse o acordo. No dia seguinte, um responsável israelita declarou que um cessar-fogo permanente "só acontecerá depois que nossos objetivos forem cumpridos, incluindo a destruição das capacidades militares e de governança do Hamas”.
De acordo com autoridades americanas, Netanyahu não está disposto a apoiar um cessar-fogo ou a libertação de reféns por medo de perder seu cargo de primeiro-ministro. O Hamas continuou manifestando interesse em operar dentro de uma proposta que incluisse a retirada das forças israelitas, uma trégua permanente, o regresso dos palestinos e a troca de prisioneiros. Contudo, em 1º de Junho, Netanyahu declarou novamente que a guerra não terminaria até que o Hamas fosse derrotado militarmente e operacionalmente e um cessar-fogo permanente fosse considerado uma "impossibilidade". No dia seguinte, um assessor de Netanyahu voltou atrás e declarou que Israel concordaria com a proposta de cessar-fogo de três fases de Biden, mas reservou que "não era um bom acordo".
Em 10 de junho, o Conselho de Segurança da ONU adotou a Resolução 2735, apoiando a proposta de 31 de maio, registando a aceitação da mesma por Israel e apelando ao Hamas para que aceitasse também o acordo proposto. No dia seguinte, o Hamas e a Jihad Islâmica responderam à resolução com alterações à proposta, incluindo um calendário para um cessar-fogo permanente e retiradas de tropas, e o Gabinete do Primeiro-Ministro Israelita declarou que: "A alegação de que Israel concordou em pôr fim à guerra antes de atingir todos os seus objectivos é uma mentira total". Os Estados Unidos responderam às alterações propostas pelos palestinos, chamando-as de impraticáveis. No dia seguinte, o Hamas negou ter acrescentado quaisquer novas ideias à proposta de cessar-fogo.
Em 21 do mesmo mês, o Hamas ainda declarou que: "A prioridade é pôr fim à guerra criminosa contra o nosso povo", e três dias depois, Netanyahu declarou novamente que Israel só aceitaria um cessar-fogo parcial que não colocasse fim à guerra.

### Julho até o presente: Corredor Filadélfia
Em julho, Netanyahu anunciou que Israel não encerraria a ocupação do Corredor Filadélfia, que constitui a fronteira da Faixa de Gaza com o Egito. Esta nova exigência contradizia a proposta de maio anunciada por Biden, que previa a retirada de Israel da totalidade da Faixa de Gaza na segunda fase  e, em maio, o corredor nem mesmo havia sido tomado por Israel ainda. O Hamas rejeitou a nova exigência de Netanyahu, apelando a Israel para “manter o plano de cessar-fogo acordado”.
Os palestinos, incluindo o Hamas, veem a exigência de ocupação do corredor como o início de uma ocupação militar duradoura e o regresso dos assentamentos israelitas a Gaza. Inclusive, os ministros do gabinete israelita em Gaza declaram abertamente que querem que os israelitas se instalem em Gaza. Netanyahu, por outro lado, relata que queria manter a ocupação do corredor para impedir o contrabando de armas. Mas outros afirmam que esta exigência não fazia sentido e que era mais provável que estivesse sendo usada por Netanyahu para se agarrar ainda mais ao poder. O ministro da Defesa, Yoav Gallant, ainda afirmou que os militares israelitas poderiam sempre recapturar o corredor em 8 horas, se necessário.
Além dos palestinos, o Egito também se opôs profundamente a uma ocupação israelita permanente do corredor de Filadélfia, embora tolerasse uma retirada israelita gradual do corredor. O Egito considera a presença israelita no corredor uma violação do Tratado de Paz Egípcio-Israelense de 1979, segundo o qual cada lado está autorizado a ter apenas um pequeno número de soldados na zona fronteiriça. A certa altura, em agosto, o Egito recusou-se a transmitir uma proposta israelita ao Hamas, considerando-a censurável.
Outro fator complicador foram as operações militares contínuas de Israel na cidade de Gaza, que os negociadores alertaram que poderiam ter “repercussões desastrosas” para as suas negociações.
Num relatório do Haaretz do início de setembro de 2024, um parceiro de coligação não identificado de Netanyahu declarou que o primeiro-ministro israelita tinha decidido várias semanas antes que não queria um acordo de cessar-fogo. Uma reportagem do "Canal 12", rede de televisão israelita, concluiu que Netanyahu tentou “implacavelmente” bloquear um acordo de cessar-fogo. O Yedioth Ahronoth, por sua vez, afirmou que Netanyahu sabotou um acordo de cessar-fogo de reféns em julho de 2024, adicionando uma série de exigências adicionais de última hora. Um relatório das autoridades norte-americanas reconheceu em meados de setembro de 2024 que a Administração Biden não conseguiria negociar um cessar-fogo antes do fim do seu mandato. De acordo com funcionários norte-americanos não identificados, Joe Biden acreditava que Netanyahu não queria um cessar-fogo e estava, em vez disso, prolongando o conflito para ajudar tanto a si próprio quanto a Donald Trump politicamente.
Em novembro de 2024, o Ministro das Finanças israelita, Bezalel Smotrich, declarou que na sua opinião "será alcançado um acordo político até ao final do ano". Altos funcionários israelitas, por outro lado, sugeriram que o governo não estava à procura de um acordo de reféns, mas sim da anexação de grandes partes da Faixa de Gaza.
Em outubro de 2024, autoridades norte-americanas declararam que acreditavam que Sinwar, chefe militar do Hamas na Faixa de Gaza, não estava mais interessado em um acordo de cessar-fogo com Israel. Essas autoridades disseram que Sinwar havia se tornado "inflexível" e "fatalista" à medida que a guerra avançava, acrescentando que ele esperava que ela se expandisse para um conflito regional mais amplo, envolvendo o Irã.
Após a eleição de Donald Trump como Presidente dos EUA em novembro de 2024, foi relatado que o novo presidente eleito estava se esforçando para chegar a um acordo de cessar-fogo e de libertação de reféns antes da tomada de posse em 20 de janeiro de 2025. Além disso, Trump ameaçou publicamente o Hamas com retaliações não especificadas caso os reféns não fossem libertados.
Em 17 de dezembro, foi noticiado que Netanyahu decidiu viajar para o Cairo para promover um acordo de cessar-fogo. No dia seguinte, foi relatado que as lacunas estavam finalmente diminuindo. Em 13 de janeiro de 2025, foi relatado ainda que as partes chegaram ao rascunho final do acordo. Em 17 de janeiro, foi afirmado que um acordo para um cessar-fogo de 42 dias tinha sido alcançado, mas a aprovação do gabinete em Israel ainda era necessária.

## Disposições
A proposta é dividida em três etapas, cada uma com duração de 42 dias (seis semanas). Seus objetivos são a libertação de todos os prisioneiros israelenses (sejam civis ou militares, vivos ou mortos), de alguns prisioneiros palestinos, o retorno da "calma sustentável", e o fim da ocupação e do cerco israelense à Faixa de Gaza.

### Primeira fase
Nesta fase, o Hamas libertaria 33 prisioneiros israelenses, começando com a libertação de todas as crianças (com menos de 19 anos) israelitas vivas, de todas as mulheres civis vivas, de todos os idosos israelitas vivos (com mais de 50 anos) e de todas as mulheres militares israelitas vivas. Em troca, Israel libertaria 30 crianças ou mulheres palestinas por cada civil israelita libertado. Se o número total de crianças, mulheres, idosos e soldados vivos fosse inferior a 33, então seria feita a compensação dessa diferença através da restituição de corpos de israelitas falecidos.
Israel teria de permitir a entrada de quantidades “suficientes” de ajuda humanitária: 600 camiões por dia, dos quais 300 para o norte. Estão incluídos 50 camiões de combustível "necessário para o funcionamento da central eléctrica, comércio e equipamento necessário para a remoção de escombros, reabilitação e funcionamento de hospitais, centros de saúde e padarias em todas as áreas da Faixa de Gaza".
Simultaneamente às trocas de prisioneiros, os palestinos deslocados e desarmados poderão regressar às suas casas em Gaza, e Israel se retirará gradualmente de algumas (mas não de todas) as partes da Faixa de Gaza. Israel não realizaria voos militares por mais de 10 a 12 horas por dia.

### Segunda fase
Na segunda fase, o Hamas libertaria todos os homens israelitas vivos, incluindo civis e soldados. Em troca, Israel libertaria um número acordado de prisioneiros palestinos. As trocas seriam condicionadas à concordância e ao anúncio de uma “calma sustentável” por ambas as partes e à completa retirada dos soldados israelitas restantes da Faixa de Gaza.

### Terceira fase
Nesta fase, o Hamas restituiria todos os restos mortais dos cativos israelitas falecidos, em troca da restituição, por Israel, dos restos mortais dos palestinos falecidos que detém. Israel acabaria com o bloqueio à Faixa de Gaza e o Hamas não reconstituiria suas capacidades militares.

### Supervisão
Sob a proposta, as atividades na Faixa de Gaza seriam supervisionadas pelo Egito, pelo Qatar e pelas Nações Unidas, que, juntamente com os Estados Unidos, garantiriam o acordo e as suas disposições. O Hamas afirmou ter recebido promessas de que tanto o Egito como Biden garantiriam a implementação do acordo.

## Respostas de 2024

### Israel
Em Israel, as famílias dos prisioneiros israelitas detidos pelo Hamas apelaram aos EUA para que pressionassem Netanyahu a chegar a um acordo de libertação de reféns com o Hamas. Protestos eclodiram em Tel Aviv e Jerusalém e os manifestantes bloquearam a rodovia Ayalon em Tel Aviv, exigindo que o governo chegasse ao acordo.
O ministro da segurança nacional, Itamar Ben-Gvir, e o ministro das finanças, Bezalel Smotrich, ameaçaram demitir-se se Israel concordasse com a proposta do gabinete de guerra antes da destruição completa do Hamas. O líder da oposição, Yair Lapid, ofereceu-se para apoiar o governo se a proposta fosse assinada. Milhares de pessoas reuniram-se em Tel Aviv novamente no dia seguinte para expressar apoio ao acordo e críticas a Netanyahu. O Shas, um partido judeu ultraortodoxo e o maior parceiro de coligação de Netanyahu, declarou total apoio ao acordo.
Ainda assim, em 16 de janeiro de 2025, um dia após o anúncio do cessar-fogo, os militares israelitas lançaram ataques na Faixa de Gaza, matando 86 e ferindo mais de 250 palestinos.

### Palestina
Depois do anúncio do Hamas quanto à sua aceitação da contraproposta Egípcio-Qatariana em maio de 2024, multidões reuniram-se para celebrar em Rafah, na Faixa de Gaza. A proposta também foi apoiada pelo presidente palestino Mahmoud Abbas. Porém, segundo a Reuters, altos funcionários do Hamas expressaram ceticismo quanto à seriedade de Israel em chegar a um acordo.

### Estados Unidos
A proposta foi assinada pelos representantes pró-Israel Brad Schneider e Steny Hoyer, pelo senador crítico a Israel Peter Welch e pelo congressista Greg Casar. O líder da maioria no Senado, Chuck Schumer, apoiou o acordo. A proposta foi contestada pelo senador Lindsey Graham, argumentando que derrotar o Hamas não era negociável. O representante Mike Waltz argumentou que o Hamas seria fortalecido por discussões contínuas com Israel. A representante Marjorie Taylor Greene referiu-se ao plano como “Hamas Primeiro”, em clara alusão à expressão "America First".
Após o assassinato do líder do Hamas, Ismail Haniyeh, o presidente Joe Biden disse que o assassinato "não ajuda" as negociações de cessar-fogo em Gaza.

### Repercussão Internacional
O presidente turco Recep Tayyip Erdoğan acolheu com satisfação a aceitação pelo Hamas da proposta Egípcio-Qatarina e declarou esperar que Israel faça o mesmo. O presidente francês, Emmanuel Macron, urgiu Netanyahu a chegar a um cessar-fogo e a um acordo de troca de reféns com o Hamas. O Ministro dos Negócios Estrangeiros dos Emirados Árabes Unidos, Abdullah bin Zayed Al Nahyan, apoiou as mediações Egípcio-Qatarinas e declarou esperar que a proposta resulte no fim da guerra e do sofrimento dos Palestinos. A proposta israelita foi apoiada ainda pelo primeiro-ministro canadense Justin Trudeau, pela presidente da Comissão Europeia, Ursula von der Leyen e por diplomatas do Reino Unido e da Alemanha.
Em 31 de julho de 2024, o Ministério das Relações Exteriores do Egito disse que o assassinato do líder do Hamas, Ismail Haniya, indica que Israel não tem vontade política para um cessar-fogo. O primeiro-ministro do Catar, Mohammed bin Abdul Rahman Al Thani, perguntou: "como pode a mediação ter sucesso quando uma das partes assassina o negociador do outro lado?".

## Acordos e respostas de 2025
Um acordo de cessar-fogo entre Israel e o Hamas foi alcançado em 17 de janeiro de 2025.

### Repercussões internas

#### Governos e grupos

##### Israel
Após uma reunião entre o primeiro-ministro israelense, Benjamin Netanyahu, o ministro da Defesa, Israel Katz e o ministro das Finanças, Bezalel Smotrich, este último publicou um vídeo afirmando que seu principal objetivo era "o cumprimento de todos os objetivos da guerra". Smotrich afirmou mais tarde que o acordo era "mau e perigoso" para a segurança nacional do Estado de Israel. Em contrapartida, o presidente de Israel Isaac Herzog fez uma declaração televisiva anunciando o cessar-fogo, descrevendo-o como um "movimento necessário" para o retorno dos reféns israelitas.

##### Palestina
Um membro do gabinete político do Hamas, Izzat al-Risheq, disse que o cessar-fogo cumpriu as condições do grupo, afirmando ainda que os "ocupantes [de Gaza] foram postos de joelhos". O oficial do Hamas, Khalil al-Hayya, agradeceu às milícias pró-Irã em todo o Oriente Médio que lançaram ataques contra Israel e abriram "frentes de apoio" para apoiar os palestinos em Gaza, incluindo os Houthis no Iêmen e o Hezbollah do Líbano. Ele também mostrou gratidão ao Qatar e ao Egito por ajudarem a chegar ao acordo de cessar-fogo, bem como à Turquia, África do Sul e Malásia por mostrarem solidariedade aos palestinos, além dos manifestantes de todo o mundo que ajudaram a "quebrar o silêncio" sobre as atrocidades em Gaza.
A Jihad Islâmica Palestina comemorou o cessar-fogo, dizendo que o "honroso" acordo de cessar-fogo foi produzido pela "lendária firmeza" dos palestinos. O grupo afirmou ainda que permanecerá ativo e vigilante para garantir a plena implementação do acordo.
A Frente Popular para a Libertação da Palestina comemorou o cessar-fogo, afirmando que “Gaza derrota o genocídio”.
O secretário-geral da Iniciativa Nacional Palestina, Mustafa Barghouti, disse que o cessar-fogo é um "momento de alívio", mas também alertou a população de Gaza de que provavelmente enfrentaria três dias de bombardeios intensificados antes que ele entre em vigor no domingo.

#### Público
Em 15 de janeiro de 2025, após notícias de um acordo de cessar-fogo, os palestinos na Faixa de Gaza começaram a celebrar novamente, incluindo no Hospital dos Mártires de Al-Aqsa em Deir el-Balah.
Centenas de manifestantes israelitas também reuniram-se em frente ao quartel-general militar de Israel em Tel Aviv para exigir que o acordo de cessar-fogo fosse executado na íntegra.

### Internacional

#### Organizações
O Comitê para a Proteção dos Jornalistas solicitou que as autoridades israelitas, palestinas e egípcias concedessem acesso a jornalistas internacionais, a fim de “investigar de forma independente o ataque deliberado a jornalistas que foi amplamente documentado”.
O chefe da Organização Mundial da Saúde, Tedros Adhanom, saudou o cessar-fogo, dizendo que "a paz é o melhor remédio", uma vez que as necessidades de saúde em Gaza continuam "enormes".
A chefe do Programa Alimentar Mundial, Cindy McCain, apelou por recursos, acesso e proteção para permitir que as suas equipes aumentem a ajuda à Faixa de Gaza com a vinda do cessar-fogo.
A secretária-geral da Anistia Internacional, Agnes Callamard, afirma que, embora o acordo de cessar-fogo possa proporcionar um “vislumbre de esperança” aos palestinos, é “terrivelmente tardio”, e também denunciou o fracasso da comunidade internacional em pressionar Israel a cumprir as suas obrigações legais para permitir que a ajuda humanitária chegasse a Gaza.
O diretor do Conselho para as Relações Americano-Islâmicas, Nihad Awad, elogiou o presidente-eleito Trump por pressionar por um cessar-fogo que, segundo eles, Biden não conseguiu fazer um ano antes.
A presidente do Comitê Internacional da Cruz Vermelha, Mirjana Spoljaric, disse que a organização está pronta para ajudar a implementar o acordo de cessar-fogo e facilitar a libertação de cativos e prisioneiros, afirmando também que estão preparados para aumentar maciçamente a sua resposta humanitária em Gaza.

#### Governos
- O presidente eleito dos Estados Unidos, Donald Trump, reconheceu publicamente a concretização do acordo de troca de reféns na sua plataforma Truth Social.[155] Durante uma audiência, o Senador Jim Risch anunciou que o cessar-fogo tinha sido acordado por ambas as partes.[149] O senador Bernie Sanders saudou o cessar-fogo, afirmando ainda que os crimes de guerra de ambos os lados deveriam ser responsabilizados.[156] A vice-presidente Kamala Harris creditou a liderança do presidente Joe Biden pelo cessar-fogo, agradecendo também os líderes do Egito e do Qatar. Ela afirmou ainda que "nunca esqueceremos as vidas ceifadas em consequência do brutal ataque do Hamas a Israel em 2023 e os horrores sofridos por inúmeras pessoas inocentes na guerra que se seguiu".[157]
- O primeiro-ministro do Qatar, Mohammed bin Abdul Rahman Al Thani, descreveu o cessar-fogo como o "começo" do que deveria ser um esforço da comunidade internacional para manter uma paz duradoura. Ele enfatizou o papel que as partes envolvidas desempenharam no avanço das negociações, incluindo o coordenador do Conselho de Segurança Nacional da Casa Branca para o Oriente Médio e Norte da África, Brett McGurk, e o enviado do presidente eleito dos Estados Unidos para o Oriente Médio, Steve Witkoff.[141] O porta-voz do Ministério das Relações Exteriores, Majed al-Ansari, disse que ambas as partes concordaram que o cessar-fogo entrará em vigor em 19 de janeiro, e disse ainda que quaisquer desacordos foram resolvidos durante as negociações, afirmando: "Estamos esperançosos de que o acordo se mantenha".[158]
- O antigo ministro dos Negócios Estrangeiros do Egito, Hussein Haridy, declarou que o acordo abriria a passagem de Rafah na fronteira sul da Faixa de Gaza.[159]
- O primeiro-ministro do Reino Unido, Keir Starmer, expressou seu apoio ao acordo, enfatizando que ele encerraria o conflito que foi "desencadeado pelos terroristas brutais do Hamas, que cometeram o massacre mais mortal do povo judeu desde o Holocausto". Ele acrescentou ainda que "os reféns, que foram brutalmente arrancados de suas casas naquele dia e mantidos em cativeiro em condições inimagináveis desde então, agora podem finalmente retornar para suas famílias". Além disso, ele ressaltou a importância de lembrar "daqueles que não voltarão para casa – incluindo os britânicos que foram assassinados pelo Hamas". Além disso, ele expressou a esperança de que o cessar-fogo ajudasse os palestinos inocentes em Gaza e “permitisse um enorme aumento na ajuda humanitária, que é tão desesperadamente necessária para acabar com o sofrimento em Gaza”.[160]
- O Ministério dos Negócios Estrangeiros da Arábia Saudita afirma valorizar o papel que o Qatar, o Egito e os EUA desempenharam na obtenção do acordo, afirmando também que este deveria abordar as causas profundas do conflito e estabelecer um estado palestiniano dentro das fronteiras de 1967, com Jerusalém Oriental como capital.[161]
- O porta-voz Houthi do Iémen, Mohammed Abdul Salam, declarou que a causa palestina continua a ser uma questão primordial, afirmando ainda no X que "A invasão israelita de Gaza não deixou ao nosso povo outra escolha senão apoiar e assumir a responsabilidade perante um povo oprimido."[162]

## Ataques israelenses na Faixa de Gaza em março de 2025
Na noite de 18 de março de 2025, Israel lançou um ataque surpresa à Faixa de Gaza, pondo efetivamente fim ao cessar-fogo da guerra de Gaza de 2025. O ataque com mísseis e artilharia de Israel matou mais de 400 palestinos, incluindo 263 mulheres e crianças, tornando-se um dos mais mortíferos na guerra de Gaza. Com o nome de código Operação Poder e Espada (hebraico: מבצע עוז וחרב, Oz VaHerev) pelas Forças de Defesa de Israel (FDI), foi realizada em coordenação com os Estados Unidos.
Em 17 de Janeiro, foi alcançado um acordo para um cessar-fogo de 42 dias, tendo o acordo, que também prevê a libertação de reféns israelenses, sido então aprovado pelo gabinete de segurança de Israel numa votação à tarde. Mais tarde, no mesmo dia, o acordo recebeu a aprovação total do gabinete e foi assinado pelos seus negociadores. Pelo acordo, todos os reféns israelenses seriam libertados até o final da segunda fase e a guerra de Gaza terminaria permanentemente. Após o fim da primeira fase, a 1 de Março, o Hamas continuou a avançar para a segunda fase — tal como previsto no acordo de cessar-fogo original — enquanto Netanyahu e o governo Trump insistiram em renegociar os termos. Israel também se recusou a retirar-se de partes da Faixa de Gaza, apesar de ter concordado em fazê-lo no acordo de cessar-fogo. Além disso, durante o cessar-fogo, Israel matou mais de 140 palestinos na Faixa de Gaza. Em março, Israel impediu a entrada de todos os alimentos e medicamentos em Gaza; mais tarde, cortou a electricidade à principal central de dessalinização da Faixa de Gaza, cortando efectivamente o fornecimento de água. Estas ações foram consideradas crimes de guerra.
A nova ofensiva militar israelense afectou grandes áreas da Faixa de Gaza, incluindo a Cidade de Gaza, Khan Yunis e Rafah, e matou mais de 591 pessoas, na sua maioria mulheres e crianças, de acordo com o Ministério da Saúde de Gaza. Os ataques aéreos atingiram casas e incendiaram pelo menos um acampamento de tendas. Os hospitais estavam lotados de mortos e feridos. O governo de Israel declarou que os ataques tiveram como alvo figuras de liderança, comandantes militares de nível médio e a infraestrutura operacional do Hamas. Isto foi contestado por especialistas como Miranda Cleland da Defence for Children International e o ministro dos Negócios Estrangeiros espanhol José Manuel Albares, que acreditam que Israel "atacou indiscriminadamente" a Faixa de Gaza.    Várias famílias palestinas foram mortas em massa como resultado dos ataques.

## Análise
Marwan Bishara, o analista político sênior da Al Jazeera English, declarou que o cessar-fogo proposto continha uma estratégia de "ambiguidade", mas que "o próprio primeiro-ministro israelense diz que Israel não vai parar a guerra até que destrua o Hamas... Então, enquanto todos em Washington tentam fazer parecer que há conflito e controvérsia, na verdade não há. É bem simples: Netanyahu não quer acabar com a guerra".
Através do Le Monde Diplomatique, Adam Shatz disse que Israel aproveitou a facilitação de um processo de paz promovida pelos Estados Unidos para assassinar Ismail Haniyeh e Hasan Nasrallah, escrevendo que "Netanyahu ajudou os americanos a redigir uma proposta de cessar-fogo que ele não tinha intenção de honrar, enquanto conspirava para matar os líderes árabes com quem o cessar-fogo seria alcançado".